# صموئيل أندرسون
صموئيل أندرسون (بالإنجليزية: Samuel Anderson) هو ضابط وسياسي أمريكي، ولد في 1773 في الولايات المتحدة، وتوفي في 17 يناير 1850. حزبياً، نشط في الحزب الوطني الجمهوري ‏. وقد انتخب List of speakers of the Pennsylvania House of Representatives ‏ وانتخب عضو مجلس نواب بنسيلفانيا وانتخب عضو مجلس النواب الأمريكي.